# Hollerbach (Morre)
Der Hollerbach ist ein etwa fünfeinhalb Kilometer langer, südwestlicher und linker Zufluss der Morre im Odenwald, der im baden-württembergischen Neckar-Odenwald-Kreis verläuft.

## Name
Der Name des Hollerbachs kommt vom Holunder, der in Süddeutschland auch als Holder oder Holler bezeichnet wird.

## Geographie

### Verlauf
Der Hollerbach entspringt auf einer Höhe von etwa 405 m ü. NHN in Oberneudorf. Er fließt in nordöstlicher Richtung durch den gleichnamigen Ort Hollerbach und speist danach den aufgestauten Hollersee am rechten Ufer. Bei Buchen mündet er in der Nähe der Hainstadter Mühle auf einer Höhe von 299,8 m ü. NHN von links in die Morre.
Der etwa 5,5 km lange Lauf des Hollerbachs endet ungefähr 105 Höhenmeter unterhalb seiner Quelle, er hat somit ein mittleres Sohlgefälle von etwa 19 ‰.

### Zuflüsse und Seen
Liste der Zuflüsse und  Seen von der Quelle zur Mündung. Gewässerlänge, Seefläche, Einzugsgebiet und Höhe nach den entsprechenden Layern auf der Onlinekarte der LUBW. Andere Quellen für die Angaben sind vermerkt.
- Steinachgraben, von links und Westnordwesten auf etwa 380,4 m ü. NHN[LUBW 2] nach Oberneudorf, 1,2 km und ca. 2,1 km².
- Heumattengraben, von links und Westsüdwesten auf etwa 355 m ü. NHN vor Hollerbach, 0,5 km und ca. 0,6 km².
- Wolfsgartengraben, von rechts und Südosten auf etwa 328 m ü. NHN kurz vor dem folgenden, 1,7 km und ca. 1,6 km².
- Speist, passiert und entwässert den Hollersee rechts am Lauf auf 327 m ü. NHN[LUBW 2], 1,2 ha. Der Hollersee ist etwa 220 Meter lang und bis zu 90 Meter breit.

### Flusssystem Billbach
- Fließgewässer im Flusssystem Billbach

## Schutzgebiete
Das Tal des Hollerbachs zwischen Hollerbach und Buchen wurde mit Verordnung des damaligen Landratsamts Buchen vom 16. Mai 1957 unter dem Namen Hollerbachtal mit einer Größe von 43,7 Hektar als Landschaftsschutzgebiet ausgewiesen. Es hat die Schutzgebietsnummer 2.25.021 und ist Bestandteil des FFH-Gebiets „Odenwaldtäler Buchen-Walldürn“. Der Unterlauf des Hollerbachs ist bereits Bestandteil des sich direkt anschließenden LSG Morretal (Nr. 2.25.014) zwischen Buchen und Hettigenbeuern.

## Mühlen
Unweit der Mündung in die Morre, beim heutigen Waldschwimmbad Buchen, wurde im 19. Jahrhundert eine Schneidmühle betrieben.

### LUBW
Amtliche Online-Gewässerkarte mit passendem Ausschnitt und den hier benutzten Layern: Lauf und Einzugsgebiet des Hollerbachs

Allgemeiner Einstieg ohne Voreinstellungen und Layer: Daten- und Kartendienst der Landesanstalt für Umwelt Baden-Württemberg (LUBW) (Hinweise)
1. 1 2  Höhe nach dem Höhenlinienbild auf dem Hintergrundlayer Topographische Karte.
2. 1 2 3  Höhe nach grauer Beschriftung auf dem Hintergrundlayer Topographische Karte.
3. 1 2  Länge nach dem Layer Gewässernetz (AWGN).
4. ↑  Einzugsgebiet nach dem Layer Basiseinzugsgebiet (AWGN).
5. ↑  Seefläche nach dem Layer Stehende Gewässer.
6. ↑  Einzugsgebiet abgemessen auf dem Hintergrundlayer Topographische Karte.
7. ↑  Schutzgebiete nach den einschlägigen Layern, Natur teilweise nach dem Layer Geschützte Biotope.

### Andere Belege
1. ↑  Otto Klausing: Geographische Landesaufnahme: Die naturräumlichen Einheiten auf Blatt 151 Darmstadt. Bundesanstalt für Landeskunde, Bad Godesberg 1967. → Online-Karte (PDF; 4,3 MB)
2. ↑  Landeskunde entdecken online, Hollerbach. LEO-BW, abgerufen am 4. November 2017.
3. ↑  Plan über die Gemeinde-Waldungen von Buchen (1840). Landesarchiv Baden-Württemberg, Generallandesarchiv Karlsruhe, abgerufen am 6. November 2017.